# HMS Jupiter (1938)
HMS Jupiter – brytyjski niszczyciel okresu II wojny światowej, należący do typu J, w służbie w latach 1939–1942. Nosił znak taktyczny F85. W odróżnieniu od innych niszczycieli tego typu, służył także na Dalekim Wschodzie, gdzie został zatopiony 27 lutego 1942.

## Budowa
Stępkę pod budowę okrętu położono 28 września 1937 w stoczni Yarrow & Company w Scotstoun w Glasgow we Szkocji, kadłub wodowano 27 października 1938. Okręt otrzymał nazwę od rzymskiego boga Jowisza (ang. Jupiter). Wszedł do służby w Royal Navy 16 czerwca 1939. W tej samej stoczni zbudowano też niszczyciel HMS „Kipling” identycznego typu K. 

## Służba

### Morze Północne 1939–1940
„Jupiter” wszedł do służby tuż przed wybuchem II wojny światowej, w skład 7. Flotylli Niszczycieli komandora Philipa Macka, bazującej po wybuchu wojny w ujściu rzeki Humber, jako część sił Humber Force, a następnie Home Fleet (Floty Metropolii). Przez pierwsze miesiące wojny niszczyciele flotylli patrolowały i pełniły służbę eskortową na Morzu Północnym. W kwietniu 1940 „Jupiter” wziął udział w kampanii w Norwegii, m.in. wychodząc w morze 7 kwietnia w kierunku Norwegii ze Scapa Flow w osłonie głównych sił floty adm. Forbesa (z okrętami liniowymi HMS „Rodney”, „Valiant” i „Repulse”). Po kampanii, „Jupiter” został przydzielony do 5. Flotylli Niszczycieli Home Fleet komandora Louisa Mountbattena.
31 sierpnia 1940 „Jupiter” pod flagą komandora Mountbattena wraz z HMS „Jackal”, „Kelvin” i „Vortigern” osłaniał niszczyciele 20. Flotylli w akcji minowania wód holenderskich na północny zachód od Texel, podczas której utracono na niemieckich minach niszczyciele „Esk” i „Ivanhoe”, a „Jupiter” brał udział w akcji holowania uszkodzonego HMS „Express”.
W nocy 11–12 października 1940 „Jupiter” wziął udział w operacji Medium, ostrzeliwując wraz z pancernikiem HMS „Revenge” i niszczycielami 5 Flotylli port w Cherbourgu. W nocy 17-18 października wraz z niszczycielami 5 Flotylli wziął udział w potyczce z niemieckimi niszczycielami „Hans Lody”, „Karl Galster” i „Friedrich Ihn”, bez strat po obu stronach. 
29 listopada 1940 wziął udział wraz z HMS „Javelin”, „Kashmir”, „Jackal”, i „Jersey” w potyczce z niemieckimi niszczycielami „Karl Galster”, „Hans Lody” i „Richard Beitzen”, urządzającymi rajd pod brytyjskie wybrzeże, podczas której uszkodzony został brytyjski niszczyciel „Javelin”.
29-30 grudnia 1940 osłaniał wraz z niszczycielami „Kashmir” i „Jersey” operację GQ stawiania min w Zatoce Biskajskiej przez stawiacz min HMS „Adventure”.

### Morze Śródziemne i Atlantyk 1941
W styczniu 1941 „Jupiter” i „Jersey” zostały wysłane do Gibraltaru i między 6 a 11 lutego 1941 brały udział w operacji Grog, osłaniając Zespół H (okręty liniowe HMS „Renown” i HMS Malaya, lotniskowiec HMS „Ark Royal”, krążownik HMS „Sheffield” i niszczyciele), atakujący 9 lutego porty włoskie w Genui (okręty artyleryjskie) i Livorno (lotnictwo pokładowe). 3 marca 1941 „Jupiter” powrócił do Wielkiej Brytanii.
W I połowie 1941 „Jupiter” został przydzielony do 6. Flotylli Niszczycieli Home Fleet. Brał udział w operacji przeciw niemieckiemu pancernikowi „Bismarck”, eskortując pancerniki HMS „King George V” i „Rodney” już po starciu, 28 maja 1941. Brał następnie udział z niszczycielami HMS „Bedoiun” i „Tartar” oraz krążownikiem „Nigeria” w poszukiwaniu i przechwyceniu 28 czerwca 1941 niemieckiego statku rozpoznania pogodowego „Lauenberg” koło Jan Mayen. 
We wrześniu „Jupiter” został przeniesiony do 14. Flotylli Niszczycieli Floty Śródziemnomorskiej w Aleksandrii, dokąd dopłynął, wokół Afryki, 25 września. Nocą 21/22 października ostrzeliwał wraz z „Jervis” i „Kandahar” stanowiska artylerii koło Tobruku, a 23 października z „Napier”, „Nizam” i „Hasty” bombardował Sollum.

### Daleki Wschód 1941-1942
W listopadzie 1941 „Jupiter” wraz z niszczycielem HMS „Encounter” został przydzielony do eskorty okrętów liniowych HMS „Prince of Wales” i „Repulse”, przerzucanych na Daleki Wschód (Zespół G - Force G). 29 listopada niszczyciele przybyły do Kolombo na Cejlonie, następnie spotkały się z okrętami liniowymi na morzu i 2 grudnia 1941 przybyły do Singapuru. Dowódcą okrętu był wówczas kmdr ppor. Norman Thew. 
W chwili przystąpienia Japonii do wojny po stronie Osi 7 grudnia 1941, „Jupiter” znajdował się w remoncie w Singapurze i nie wziął udziału w rajdzie Zespołu Z i bitwie pod Kuantanem. Wszedł następnie w skład międzynarodowego zespołu alianckiego ABDA, na wodach Indonezji. Używany był głównie w służbie eskortowej. 17 stycznia 1942, eskortując transportowiec wojska USS „Mount Vernon”, wykrył w cieśninie Sunda japoński okręt podwodny I-60 (dawniej podawano I-160), atakując go najpierw bombami głębinowymi, a po jego uszkodzeniu i wypłynięciu oraz następującym pojedynku artyleryjskim, zatopił go ogniem dział. Odniósł przy tym sam uszkodzenia dziobowych dział od ognia działa 120 mm japońskiego okrętu i zginęło trzech marynarzy. 12-13 lutego eskortował atakowane przez lotnictwo statki ewakuujące uchodźców z Singapuru na Jawę, transportując ich także samemu na pokładzie.
Wziął udział w bitwie na Morzu Jawajskim, podczas której zatonął 27 lutego 1942 ok. 21.25 na własnej (holenderskiej) zagrodzie minowej, postawionej przez stawiacz min „Gouden Leeuw" u północnego wybrzeża Jawy, na pozycji 6°45′S 112°06′E/-6,750000 112,100000 (w starych publikacjach spotykana była błędna wersja o zatopieniu go przez japońskie okręty). Zginęło 96 członków załogi (dowódca ocalał). Część uratowanych trafiła później do japońskiej niewoli, gdzie część zginęła.
Dowódcy:
- 1939–1940: Lt Cdr (kmdr ppor.) D. Wyburd
- 1941-1942: Lt Cdr (kmdr ppor.) Norman V.J.T. Thew

## Dane techniczne
Opis okrętu i szczegółowe dane - zobacz Niszczyciele typu J/K/N
Uzbrojenie i wyposażenie:
Uwaga - dane dotyczące uzbrojenia odnoszą się ogólnie do okrętów typu J, daty zmian w przypadku konkretnego okrętu są orientacyjne.
- 6 dział 120 mm QF Mk XII na podwójnych podstawach CP Mk XIX, osłoniętych maskami (3xII)
  - długość lufy: L/45 (45 kalibrów), donośność maksymalna 15.520 m, kąt podniesienia +40°, masa pocisku 22,7 kg
- 1 działo plot 102 mm QF Mk V na podstawie HA Mk III (od 1940/41 zamiast aparatu torpedowego)
  - długość lufy: L/45, kąt podniesienia +80°, masa pocisku 14,06 kg
- 4 automatyczne armaty przeciwlotnicze 40 mm Mk VIII („pom-pom”) poczwórnie sprzężone na podstawie Mk VII (1xIV)
- 2-4 automatyczne działka plot 20 mm Oerlikon 20 mm (od 1941, ilość wzrastała) (2xI - 4xI zamiast wkm)
- 8 wkm plot 12,7 mm Vickers Mk III (2xIV) (do 1941)
- 10 wyrzutni torpedowych 533 mm w dwóch aparatach torpedowych PR Mk II (2xV), 10 torped Mk IX (od 1940/41 - 5 wyrzutni, 1xV)
- 1 zrzutnia na 6 bomb i 2 miotacze bomb głębinowych (20-45 bomb głębinowych)

Wyposażenie
- hydrolokator Asdic
- system kierowania ogniem artylerii: dalocelownik (DCT) i główny dalmierz (na nadbudówce dziobowej)
- radar dozoru ogólnego Typ 286 (od 1941, na głównym maszcie), później Typ 291
- radar kierowania ogniem plot Typ 285 (od 1941, na stanowisku dalmierza)